# Henri Hentsch
Pour les articles homonymes, voir Hentsch.
Henri Hentsch, né le 17 février 1761 à Genève et mort le 14 août 1835 à Neuilly-sur-Seine, est un banquier genevois.

## Biographie
D'une famille de banquiers originaire de Tzschecheln (Basse-Lusace), Hentsch débute dans une maison de toilerie, Develay & Cie, puis il entre chez Picot, Fazy & Cie, dont il dirige la succursale de Lyon de 1787 à 1793. Il ouvre ensuite un bureau de change à Genève.
Il est naturalisé genevois en 1792. Lors de la révolution genevoise en 1793, il est emprisonné et exilé. Il fonde alors un commerce de draperie à Nyon et devient bourgeois de Netstal en 1794.
Après être rentré à Genève, il y fonde une maison de banque, H. Hentsch & Cie, en 1796. Il s'associe avec son cousin Jean-Gédéon Lombard en 1798 sous le nom de Hentsch, Lombard & Cie. Lombard quitte la banque deux ans plus tard, la maison reprend alors le nom Hentsch & Cie (en). 

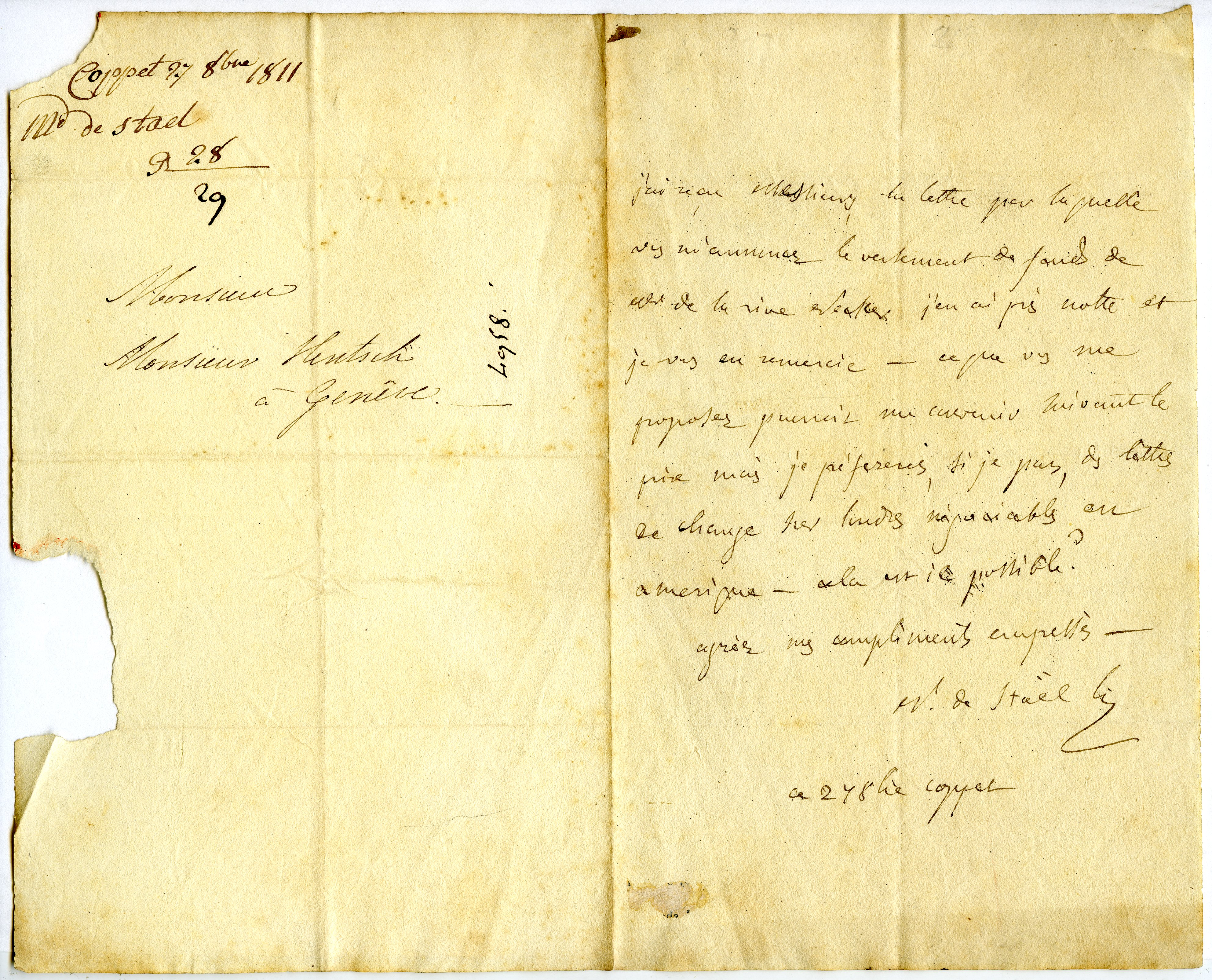
Lettre à Henri Hentsch de la part de Madame de Staël, se renseignant sur des lettres de change négociable en Amérique (1811)

Henri Hentsch s'est lancé en affaires étrangères en son propre nom en 1796, avec la gestion des lettres de change et des lettres de crédit pour les étrangers. Parmi ses clients, on trouve Napoléon Ier ou bien Madame de Staël.
Il fonde à Paris H. Hentsch, Blanc & Cie en 1812.
En 1826, il fonde un deuxième établissement à son nom dans la capitale française, laissant à son fils la responsabilité de la société à Genève.
Hentsch est membre du Conseil représentatif de Genève de 1815 à 1827.
Il meurt le 14 août 1835 à Neuilly-sur-Seine et est enterré au cimetière du Père-Lachaise (13e division).
Marié à Louise Cardoini, puis à Madeleine-Louise Dumond, il est le père des banquiers Isaac (1785-1868), Charles (1790-1854) et Albert Hentsch (1804-1855). Il est le grand-père d'Édouard Hentsch.

### Sources
- Jean de Senarclens, « Hentsch, Henri » dans le Dictionnaire historique de la Suisse en ligne, version du 9 avril 2008.
- Pierre Girard, Annales de la maison de banque Hentsch & Cie, Genève, 1796-1946, 1946
- Robert Hentsch, Hentsch, banquiers à Genève et à paris au XIXe siècle, 1996
- Pierre Girard, Hentsch et Cie, 1796-1946, 1947
- Louis Bergeron, Banquiers, négociants et manufacturiers parisiens du Directoire à l'Empire, Éditions de l’École des hautes études en sciences sociales, 1999
- Notices d'autorité :   - VIAF
  - GND
- Ressource relative à la vie publique :   - Documents diplomatiques suisses 1848-1975
- Notice dans un dictionnaire ou une encyclopédie généraliste :   - Dictionnaire historique de la Suisse